# Kota Yoshihara
Kota Yoshihara (吉原 宏太, Yoshihara Kota, Fujiidera, 2 februari 1978) is een Japans voormalig voetballer die als aanvaller speelde.

## Carrière
Kota Yoshihara speelde tussen 1996 en 2008 voor Consadole Sapporo, Gamba Osaka en Omiya Ardija. Hij tekende in 2009 bij Mito HollyHock.

## Japans voetbalelftal
Kota Yoshihara debuteerde in 1999 in het Japans nationaal elftal en speelde 1 interland.

## Statistieken
| Japans voetbalelftal | Japans voetbalelftal | Japans voetbalelftal |
| Jaar                 | Wed.                 | Dlp.                 |
| -------------------- | -------------------- | -------------------- |
| 1999                 | 1                    | 0                    |
| Totaal               | 1                    | 0                    |